# Římskokatolická farnost Budětice
Římskokatolická farnost Budětice je územním společenstvím římských katolíků v rámci sušicko-nepomuckého vikariátu českobudějovické diecéze.

## O farnosti
Plebánie v Buděticích se prvně připomíná v roce 1355, přičemž kostelík zde stával již ve 40. letech 13. století. Od roku 1660 začaly být vedeny matriky. V roce 1676 byl kostel barokně upraven a další stavební zásahy následovaly v 18. století. V roce 1829 se v Buděticích narodil Josef Jan Evangelista Hais, pozdější 18. královéhradecký biskup. Farnost nemá v současné době sídelního duchovního správce a je administrována excurrendo ze Zavlekova.
| Kostel                   | Místo    | Bohoslužba                    | Bohoslužba             | Poznámka     |
| ------------------------ | -------- | ----------------------------- | ---------------------- | ------------ |
| Kostel sv. Petra a Pavla | Budětice | neděle 2. a 4. pátek v měsíci | 9.30 16.00             | farní kostel |
| Kaple                    | Čepice   | neslouží se pravidelně        | neslouží se pravidelně | obecní kaple |